# Weissia simplex
Weissia simplex är en bladmossart som beskrevs av Bridel 1827. Weissia simplex ingår i släktet krusmossor, och familjen Pottiaceae. Inga underarter finns listade i Catalogue of Life.